# Premier 32 League w piłce siatkowej mężczyzn (2009/2010)
Premier 32 League 2009/2010 (All-Ireland Premier League 2009/2010) – ostatni sezon walki o mistrzostwo obu Irlandii organizowany wspólnie przez Volleyball Association of Ireland (VAI) oraz Northern Ireland Volleyball Association (NIVA). Zainaugurowany został 10 października 2009 roku i trwał do 18 kwietnia 2010 roku. 
W rozgrywkach wzięło udział siedem drużyn. Do rozgrywek nie zgłosiły się dwa kluby z poprzedniego sezonu: Cork (mistrz z sezonu 2008/2009) oraz Trinity College Dublin.
Mistrzem obu Irlandii został klub z Irlandii Północnej Ulster Elks.

## System rozgrywek
Siedem drużyn rozegrało system każdy z każdym po dwa spotkania. Mistrzostwo zdobył zespół, który po rozegraniu wszystkich spotkań miał największą liczbę punktów.

## Drużyny uczestniczące
| | Premier 32 League 2009/2010 |   |
| --- | --------------------------- | - |
| JET | Aer Lingus Jets             | 2 |
| BAL | Ballymun Patriots           | 3 |
| ALI | Aer Lingus                  | 4 |
| ULS | Ulster Elks                 | 5 |
| UCD | UCD                         | 7 |
| QUB | Queen's University Belfast  | 8 |
| | Awans z Division 1          |   |
| THN | CB Photo Thunder            | 1 |
| Oznaczenia: - kolumna pierwsza – skróty nazw drużyn wpisane na mapie (jeśli ta została zamieszczona), - kolumna trzecia – miejsce zajęte przez daną drużynę w poprzednim sezonie. |                             |   |

## Rozgrywki

### Tabela wyników
| Gospodarz \ Gość1          | JET | BAL | ALI | ULS | UCD | QUB | THN |
| Aer Lingus Jets            |     | 1:3 | 0:3 | 0:3 | 3:2 | 3:0 | 3:2 |
| Ballymun Patriots          | 3:1 |     | 0:3 | 3:1 | 3:2 | 3:0 | 3:2 |
| Aer Lingus                 | 3:0 | 3:1 |     | 0:3 | 3:1 | 3:0 | 3:0 |
| Ulster Elks                | 2:3 | 3:0 | 3:1 |     | 3:1 | 3:1 | 3:0 |
| UCD                        | 2:3 | 0:3 | 2:3 | 0:3 |     | 3:1 | 3:0 |
| Queen's University Belfast | 3:1 | 0:3 | 1:3 | 0:3 | 1:3 |     | 3:0 |
| CB Photo Thunder           | 1:3 | 1:3 | 3:1 | 3:1 | 3:0 | 3:1 |     |

Źródło: volleyballireland.com
1 Drużyna gospodarzy jest wymieniona po lewej stronie tabeli.
Kolory:
  zwycięstwo gospodarzy 3:0 lub 3:1
  zwycięstwo gospodarzy 3:2
  zwycięstwo gości 3:0 lub 3:1
  zwycięstwo gości 3:2

### Wyniki spotkań
| Data        | Gospodarz                  | Rezultat                                | Gość                       |
| ----------- | -------------------------- | --------------------------------------- | -------------------------- |
| PAŹDZIERNIK |                            |                                         |                            |
| 10.10.2009  | Ballymun Patriots          | 3:0 (25:12, 25:13, 25:13)               | Queen's University Belfast |
| 11.10.2009  | UCD                        | 2:3 (15:25, 19:25, 25:17, 25:19, 13:15) | Aer Lingus                 |
| 11.10.2009  | CB Photo Thunder           | 1:3 (21:25, 20:25, 25:18, 25:27)        | Aer Lingus Jets            |
| 17.10.2009  | Queen's University Belfast | 1:3 (25:19, 9:25, 20:25, 16:25)         | UCD                        |
| 18.10.2009  | Ulster Elks                | 3:0 (25:22, 26:24, 25:16)               | Ballymun Patriots          |
| 18.10.2009  | CB Photo Thunder           | 3:1 (25:17, 25:23, 19:25, 25:19)        | Aer Lingus                 |
| LISTOPAD    |                            |                                         |                            |
| 01.11.2009  | CB Photo Thunder           | 1:3 (21:25, 18:25, 25:18, 22:25)        | Ballymun Patriots          |
| 01.11.2009  | Ulster Elks                | 2:3 (23:25, 25:17, 23:25, 25:20, 13:15) | Aer Lingus Jets            |
| 01.11.2009  | Aer Lingus                 | 3:0 (25:21, 25:10, 25:11)               | Queen's University Belfast |
| 07.11.2009  | Ballymun Patriots          | 3:1 (25:17, 19:25, 25:23, 25:21)        | Aer Lingus Jets            |
| 08.11.2009  | CB Photo Thunder           | 3:1 (25:21, 25:17, 21:25, 25:22)        | Queen's University Belfast |
| 08.11.2009  | Ulster Elks                | 3:1 (25:19, 25:16, 19:25, 25:20)        | UCD                        |
| 15.11.2009  | Ballymun Patriots          | 0:3 (16:25, 13:25, 17:25)               | Aer Lingus                 |
| 28.11.2009  | Queen's University Belfast | 3:1 (25:20, 27:25, 9:25, 25:22)         | Aer Lingus Jets            |
| 29.11.2009  | UCD                        | 0:3 (15:25, 22:25, 22:25)               | Ballymun Patriots          |
| 29.11.2009  | Aer Lingus                 | 0:3 (14:25, 22:25, 23:25)               | Ulster Elks                |
| GRUDZIEŃ    |                            |                                         |                            |
| 13.12.2009  | CB Photo Thunder           | 3:1 (25:15, 18:25, 25:23, 25:21)        | Ulster Elks                |
| 13.12.2009  | UCD                        | 2:3 (23:25, 25:21, 24:26, 25:17, 6:15)  | Aer Lingus Jets            |
| 16.12.2009  | Ulster Elks                | 3:1 (25:10, 25:21, 16:25, 31:29)        | Queen's University Belfast |
| 20.12.2009  | CB Photo Thunder           | 3:0 (25:23, 25:20, 25:14)               | UCD                        |
| STYCZEŃ     |                            |                                         |                            |
| 16.01.2010  | Ballymun Patriots          | 3:1 (25:21, 22:25, 25:17, 25:17)        | Ulster Elks                |
| 17.01.2010  | Aer Lingus                 | 3:0 (25:23, 25:13, 25:12)               | CB Photo Thunder           |
| 17.01.2010  | UCD                        | 3:1 (25:17, 25:18, 23:25, 25:17)        | Queen's University Belfast |
| 30.01.2010  | Ballymun Patriots          | 3:2 (25:23, 22:25, 18:25, 25:19, 15:10) | CB Photo Thunder           |
| 31.01.2010  | Queen's University Belfast | 1:3 (32:30, 10:25, 18:25, 21:25)        | Aer Lingus                 |
| 31.01.2010  | Aer Lingus Jets            | 0:3 (16:25, 22:25, 17:25)               | Ulster Elks                |
| LUTY        |                            |                                         |                            |
| 07.02.2010  | Aer Lingus Jets            | 0:3 (21:25, 21:25, 27:29)               | Aer Lingus                 |
| 13.02.2010  | Aer Lingus Jets            | 1:3 (17:25, 25:19, 21:25, 27:29)        | Ballymun Patriots          |
| 14.02.2010  | UCD                        | 0:3 (26:28, 19:25, 12:25)               | Ulster Elks                |
| 23.02.2010  | Aer Lingus                 | 3:1 (23:25, 25:17, 25:20, 25:18)        | UCD                        |
| MARZEC      |                            |                                         |                            |
| 06.03.2010  | Ballymun Patriots          | 3:2                                     | UCD                        |
| 07.03.2010  | Ulster Elks                | 3:1 (30:32, 30:28, 16:25, 25:13)        | Aer Lingus                 |
| 07.03.2010  | Aer Lingus Jets            | 3:0                                     | Queen's University Belfast |
| 20.03.2010  | Queen's University Belfast | 3:0 (25:15, 28:26, 25:20)               | CB Photo Thunder           |
| 20.03.2010  | Aer Lingus Jets            | 3:2 (21:25, 21:25, 28:26, 25:18, 15:7)  | UCD                        |
| 21.03.2010  | Ulster Elks                | 3:0 (25:17, 25:13, 25:15)               | CB Photo Thunder           |
| 21.03.2010  | Aer Lingus                 | 3:1 (25:27, 25:18, 25:23, 25:23)        | Ballymun Patriots          |
| KWIECIEŃ    |                            |                                         |                            |
| 10.04.2010  | Queen's University Belfast | 0:3                                     | Ballymun Patriots          |
| 11.04.2010  | Queen's University Belfast | 0:3 (17:25, 17:25, 20:25)               | Ulster Elks                |
| 11.04.2010  | UCD                        | 3:0 (25:18, 25:11, 25:21)               | CB Photo Thunder           |
| 11.04.2010  | Aer Lingus                 | 3:0                                     | Aer Lingus Jets            |
| 18.04.2010  | Aer Lingus Jets            | 3:2                                     | CB Photo Thunder           |

### Tabela
| Lp. | Drużyna                    | Pkt | Mecze | Mecze | Mecze | Rodzaj wyniku | Rodzaj wyniku | Rodzaj wyniku | Rodzaj wyniku | Rodzaj wyniku | Rodzaj wyniku | Sety | Sety | Sety |
| Lp. | Drużyna                    | Pkt | M     | W     | P     | 3:0           | 3:1           | 3:2           | 2:3           | 1:3           | 0:3           | wyg. | prz. | +/–  |
| --- | -------------------------- | --- | ----- | ----- | ----- | ------------- | ------------- | ------------- | ------------- | ------------- | ------------- | ---- | ---- | ---- |
| 1   | Ulster Elks (M)            | 30  | 12    | 9     | 3     | 6             | 3             | 0             | 1             | 2             | 0             | 31   | 12   | +19  |
| 2   | Aer Lingus                 | 30  | 12    | 9     | 3     | 5             | 3             | 1             | 0             | 2             | 1             | 29   | 14   | +15  |
| 3   | Ballymun Patriots          | 30  | 12    | 9     | 3     | 3             | 4             | 2             | 0             | 1             | 2             | 28   | 17   | +11  |
| 4   | Aer Lingus Jets            | 24  | 12    | 6     | 6     | 1             | 1             | 4             | 0             | 3             | 3             | 21   | 27   | −6   |
| 5   | CB Photo Thunder           | 20  | 12    | 4     | 8     | 1             | 3             | 0             | 2             | 2             | 4             | 18   | 27   | −9   |
| 6   | UCD                        | 18  | 12    | 3     | 9     | 1             | 2             | 0             | 4             | 2             | 3             | 19   | 29   | −10  |
| 7   | Queen's University Belfast | 16  | 12    | 2     | 10    | 1             | 1             | 0             | 0             | 5             | 5             | 11   | 31   | −20  |

Źródło: volleyballireland.com
Punktacja: zwycięstwo – 3 pkt, porażka – 1 pkt
Zasady ustalania kolejności: 1. liczba punktów; 2. liczba zwycięstw; 3. bilans setów; 4. liczba punktów zdobyta w meczach bezpośrednich
Oznaczenie: (M) – mistrzostwo